# District de Kawachi
Le district de Kawachi (河内郡, Kawachi-gun) est un district (郡, gun) de la préfecture de Tochigi.
Le 1er février 2008, il comptait 31 938 habitants pour une superficie de 54,52 km2, soit une densité de 586 habitants par km2.

## Bourg
- Kaminokawa